# Котинин
Котини́н — алкалоид, обнаруженный в табаке и, кроме того, являющийся метаболитом никотина. Слово «котинин» представляет собой анаграмму слова «никотин». Используется как биомаркер воздействия табачного дыма, а также продаётся как антидепрессант под маркой «Scotine».
Подобно никотину (но в гораздо меньшей мере), котинин связывается, активирует и повышает чувствительность никотиновых ацетилхолиновых рецепторов нейрона. Научные исследования показали ноотропный и антипсихотический эффект котинина.

## Котинин как биомаркер никотина
In vivo период полувыведения котинина приблизительно равен 20 часам, он обычно обнаруживается в течение нескольких дней (до недели) после употребления табака. Уровень котинина в крови пропорционален сумме воздействия табачного дыма, поэтому он является ценным индикатором воздействия табачного дыма на организм (в том числе при пассивном курении). Люди, курящие сигареты с ментолом, могут сохранять котинин в крови на более длительный срок, поскольку ментол может конкурировать с котинином за связывание с метаболическими ферментами. Популяционные характеристики печёночных ферментов могут также играть роль в скорости метаболизма котинина. Так, у людей африканского происхождения регистрируются более высокие уровни котинина в крови, чем у европеоидов. Различные переменные факторы (такие, как предпочтение сигарет с ментолом и размер затяжки) позволяют предположить, что это различие может быть более сложным, чем расовым или половым.
Уровни котинина <10 нг/мл крови предполагают отсутствие активного курения. Значения от 10 до 100 нг/мл связаны с лёгким курением или умеренным пассивным воздействием, а уровни выше 300 нг/мл выдают заядлых курильщиков — более 20 сигарет в день. В моче значения между 11 и 30 нг/мл могут быть связаны с лёгким курением или пассивным воздействием, а уровни активных курильщиков обычно достигают 500 нг/мл и более. Тест на котинин является объективной количественной оценкой, более надёжной, чем история курения или подсчёт выкуриваемых сигарет за день. Котинин также позволяет оценить воздействие табачного дыма при пассивном курении.
Тесты на наркотики могут обнаружить котинин в крови, моче или слюне.
Некоторые программы отказа от курения предполагают введение в организм никотина и вследствие этого приводят к образованию котинина. Таким образом, наличие котинина в крови человека, бросающего курение, не является убедительным доказательством непосредственного употребления им табака.